# Fantas
Fantas (grč. Φαντασός, Phantasós) u grčkoj mitologiji sin boga Hipna, boga spavanja i Nikte, božice noći; jedan od Oniroja: Morfejov i Fobetorov brat.

## Etimologija
Fantasovo grčko ime dolazi od riječi phantos = "vidljiv", izvedene od glagola phainesthai = "pojaviti se", a poslije "zamišljati", "imati vizije", kao i riječ phantasia = "pojava", "slika", "percepcija", "mašta", sve srodno s riječju pha(o)s' = "svjetlo".

## Mitologija
Oniroji su sinovi Hipna, boga sna: Morfej, Fobetor i Fantas. Sva trojica svake noći na svijet dolaze sa svojom majkom Niktom (Noć) te svima donose san. Fantas stvara irealne snove, dok su njegova braća imala drukčiji zadatak: Morfej oblikuje snove (posebice snove kraljeva i junaka), a Fobetor stvara strašne snove - noćne more.
Također, prema Ovidiju, Fantas i Fobetor bili su odgovorni za pojavljivanje životinja i nepokretnih predmeta, odnosno neživog, u snovima, dok je Morfej je u snovima odgovoran za stvaranje ljudskih likova.

## Vanjske poveznice
- Oniroji u klasičnoj literaturi i umjetnosti (engl.)